# 闫伟
闫伟（1959年—），汉族，中华人民共和国政治人物、第十一届全国政协委员。
加入九三学社，担任九三学社内蒙古自治区委副主委、内蒙古农业大学教授。2008年，当选第十一届全国政协委员，代表九三学社，分入第十二组。